# 廓文章
廓文章（くるわぶんしょう）は、歌舞伎の演目。吉田屋の通称で呼ばれる。
近松門左衛門の人形浄瑠璃『夕霧阿波鳴渡』（ゆうぎりあわのなると）の「吉田屋の段」を書き替え、歌舞伎の世話物とした。『廓文章』の題では1808年（文化5年）が初演と言われる。
夕霧は大坂新町遊廓の瓢箪町にあった置屋「扇屋」お抱えの太夫で、寛永三名妓のひとり。吉田屋は新町遊廓の九軒町にあった揚屋。

## あらすじ
伊左衛門は大坂の大店の若旦那だが、遊女の夕霧に廓通いが重なり、勘当されてしまう。大晦日も近い冬の日に伊左衛門は夕霧のいる吉田屋にやってくるが、以前は贅沢な身なりをしていたのに、紙（夕霧から来た恋文）を継ぎ合わせた紙衣（かみこ）を着ている。廓の主人夫婦は一文無しになってしまった伊左衛門を追い返さず、座敷に上げる。夕霧は勘当された若旦那と会うことも出来ず心配で床に伏せりがちだったが、この日は他の客の座敷に出ていた。気をもむ伊左衛門の元へ、やがて夕霧があらわれ、二人の間でやりとりがある。そこへ伊左衛門の家から、勘当を許し、夕霧を身請けさせるとの知らせが届く。2人はめでたく新年を迎えることになる。